# Théâtre militaire
Pour les articles homonymes, voir Théâtre (homonymie).
Un théâtre d'opération ou encore « théâtre des opérations » est, en stratégie militaire, une zone géographique délimitée où se déroule un conflit armé impliquant au moins deux adversaires.
Le terme n'est pas utilisé pour une guerre qui a lieu dans une seule région du globe. Le plus souvent, les frontières continentales sur la terre ferme servent à délimiter le lieu du théâtre, alors que les frontières océaniques servent de délimiteurs pour les conflits survenant en mer. Pour considérer qu'il y a plus qu'un théâtre, il faut qu'au moins l'un des adversaires soit impliqué dans deux théâtres différents, sinon il s'agit de guerres distinctes.
C'est le domaine de l'art opératif, niveau intermédiaire entre la (Grande) stratégie et la tactique (voir Edward Luttwak).
Probablement le meilleur, mais pas le premier, exemple de guerre avec plusieurs grands théâtres est la Seconde Guerre mondiale. Cette guerre avait au moins trois théâtres militaires : européen, pacifique et africain, bien que ce dernier soit considéré par certains historiens militaires comme un complément au théâtre européen. Le terme est souvent équivalent de « front ». Le front de l'Est peut être vu comme distinct du front de l'Ouest.

## Théâtre d'opération

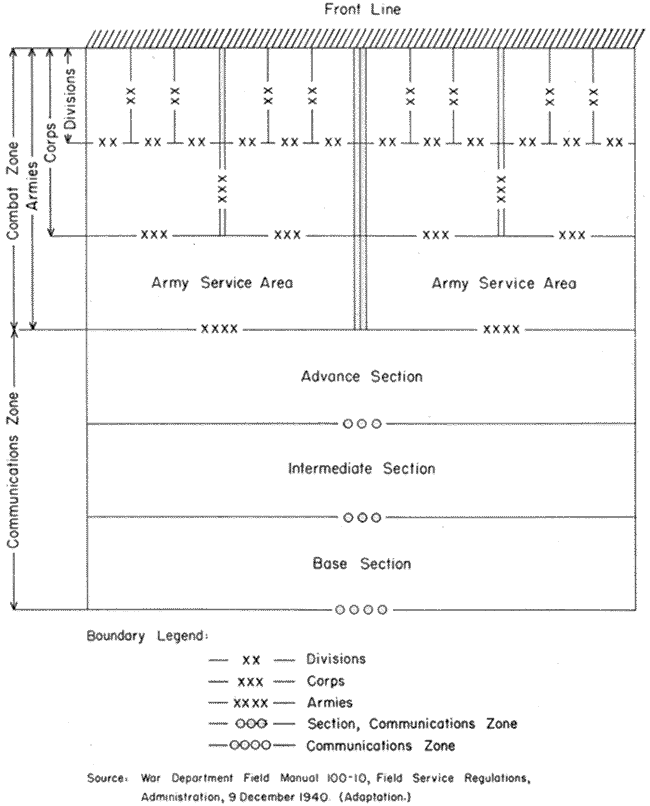
Charte 12 : organisation classique d'un théâtre d'opérations tel que promu par le War Department Doctrine en 1940

Dans la terminologie du Département de la Guerre des États-Unis, un « théâtre d'opération » désignait un théâtre qui contenait à la fois les commandements opérationnel et administratif. Par exemple, lors de la Seconde Guerre mondiale en Europe, les forces armées américaines étaient sous le commandement conjoint du Supreme Headquarters Allied Expeditionary Force (SHAEF) et du commandement administratif European Theater of Operations, United States Army (ETOUSA). Cependant, en Asie, pour le théâtre d'opération Chine Birmanie Indes, les forces armées américaines avaient seulement un commandement administratif car les troupes au sol étaient (théoriquement) commandées par le 11e groupe d'armées britannique qui se rapportait au commandement conjoint South East Asia Command (SEAC).
« Le terme « théâtre d'opération » était défini dans les manuels de combat [américains] comme les régions terrestres et maritimes à envahir ou à défendre, incluant les activités administratives concomitantes aux opérations militaires (voir figure intitulée Charte 12). Conformément à l'expérience de la Seconde Guerre mondiale, c'était généralement une grande surface terrestre où des opérations seraient menées en continu, surface divisée en deux parties principales : la zone de combat, ou zone de conflit, et la zone de communications, ou zone nécessaire à l'administration du théâtre. À la suite de l'avancée des armées, ces surfaces et les zones qui les partageaient seraient déplacées dans de nouveaux lieux géographiques qui serviraient de nouvelles zones de contrôle. »
— Office of Medical History
À chaque théâtre correspond en général une campagne.
En France, en 1944, on distinguait le théâtre de Normandie — sur lequel se sont déroulées plusieurs batailles et opérations : la bataille de Caen, l'opération Cobra, la bataille de la Poche de Falaise, etc. — qui s'est déplacé vers le nord et l'est, et, totalement indépendant, à plusieurs centaines de kilomètres de là, le théâtre de Provence.
Un autre exemple est celui de la guerre des Six Jours livrée par Israël en 1967 contre l'Égypte, la Jordanie et la Syrie sur trois fronts ou théâtres des opérations : le Sinaï, la Cisjordanie et le plateau du Golan. Un dernier exemple est celui de la guerre du Kippour de 1973 livrée par Israël sur deux fronts, au sud sur le théâtre du Sinaï, au nord sur le théâtre du plateau du Golan.

## Utilisation et signification
Le concept de théâtre militaire a été utilisé dans plusieurs guerres, et a souvent servi de pivot stratégique pour l'un des adversaires impliqués.
Par exemple, lors de la Guerre civile américaine, l'une des clés stratégiques des nordistes était d'attaquer les sudistes à la fois sur les théâtres est et ouest. Profitant de leurs plus grandes ressources, ils obligeaient les sudistes à étirer leurs forces armées. La capture de Vicksburg par Ulysses Grant, bloquant du même coup l'accès à la rivière Mississippi, a eu une influence marquée sur les opérations à l'est du général Robert E. Lee, car celui-ci ne pouvait plus recevoir les marchandises nécessaires à la poursuite des efforts de guerre.
Lorsque Grant est devenu commandant de toute l'armée de l'Union, il a ordonné aux généraux sous ses ordres de coordonner leurs efforts pour empêcher les sudistes de transférer leurs troupes d'un théâtre à l'autre.
Les guerres que se livraient les empires entre le XVe siècle et le XIXe siècle demandaient souvent à ceux-ci de se livrer à des combats dans des régions très éloignées les unes des autres, puisque les puissances impérialistes acquéraient des colonies de par le monde, sur différents continents. Ces conquêtes armées peuvent être vues comme des guerres se déroulant sur de multiples théâtres.
Pendant la Première Guerre mondiale, plusieurs chefs britanniques ont suggéré que la Grande-Bretagne et les Alliés étendent leurs opérations sur le théâtre du Moyen-Orient dans le but d'accentuer la pression sur l'Empire ottoman et les Empires centraux.

## Théâtre de guerre
Le terme « théâtre de guerre » avait été introduit par Carl von Clausewitz dans son livre De la Guerre. Il est aujourd'hui abandonné.
Aux XVIIe et XVIIIe siècles, il s'agissait des cartes, souvent imprimées rapidement, qui présentaient les batailles récentes. Dans son livre, Clausewitz décrit un tel théâtre par :
« Ce terme définit une partie de l'espace dans lequel se déroule une guerre où ses frontières sont protégées, et possède donc une sorte d'indépendance. Cette protection peut être une forteresse, ou d'importants obstacles naturels, ou encore un lieu situé à une grande distance d'un autre lieu où se déroule la guerre. Une telle portion n'est pas une simple partie du tout, mais bien une petite partie complète en elle-même. En conséquence, dans de telles conditions, les changements qui surviennent dans d'autres lieux où se déroule une guerre ont peu d'influence ou seulement une influence indirecte sur ce lieu. Pour mieux saisir de quoi l'on parle, supposons que dans ce lieu une percée est faite, alors que dans un autre une retraite a lieu, ou encore que dans ce lieu se déroule une action défensive, alors que dans un autre une attaque se déroule. Cependant, une telle notion n'est pas applicable universellement, elle sert ici seulement à indiquer une ligne de démarcation. »
— Clausewitz, De la Guerre
Un film italien de Mario Martone, sorti en 1998, a pour titre Théâtre de guerre.

### Citations originales
1. ↑  (en) « The term "theater of operations" was defined in the [American] field manuals as the land and sea areas to be invaded or defended, including areas necessary for administrative activities incident to the military operations (chart 12). In accordance with the experience of World War I, it was usually conceived of as a large land mass over which continuous operations would take place and was divided into two chief areas-the combat zone, or the area of active fighting, and the communications zone, or area required for administration of the theater. As the armies advanced, both these zones and the areas into which they were divided would shift forward to new geographic areas of control. »
2. ↑  (en) « This term denotes properly such a portion of the space over which war prevails as has its boundaries protected, and thus possesses a kind of independence. This protection may consist in fortresses, or important natural obstacles presented by the country, or even in its being separated by a considerable distance from the rest of the space embraced in the war.—Such a portion is not a mere piece of the whole, but a small whole complete in itself; and consequently it is more or less in such a condition that changes which take place at other points in the seat of war have only an indirect and no direct influence upon it. To give an adequate idea of this, we may suppose that on this portion an advance is made, whilst in another quarter a retreat is taking place, or that upon the one an army is acting defensively, whilst an offensive is being carried on upon the other. Such a clearly defined idea as this is not capable of universal application; it is here used merely to indicate the line of distinction. »